# Too Good to Last
«Too Good to Last» (с англ. — «Слишком хорош, чтобы бросить») — песня, записанная валлийской певицей Бонни Тайлер для её третьего студийного альбома Diamond Cut (1979). Она была написана Ронни Скоттом и Стивом Вольфом, которые вместе с Робином Джоффри Кейблом также спродюсировали песню. После успеха предыдущего сингла «My Guns Are Loaded» в США, «Too Good to Last» была выпущена в качестве промосингла.

## Список композиций
12" single
1. «Too Good to Last» — 3:47
2. «Louisiana Rain» — 4:30

## Чарты
| Чарт (1979)                                     | Пиковая позиция |
| ----------------------------------------------- | --------------- |
| Испания (ABC Classification National del Disco) | 6               |